# Oltár-kő
Az Oltár-kő (románul: Piatra Altarului) a Romániában, Erdélyben, Hargita megyében, a Hagymás-hegységben található Békás-szoros legszembetűnőbb sziklatornya. Jól elkülönül környezetétől és az egész szurdokvölgy fölött uralkodik. Csúcsán egy 1995-ben emelt kereszt látható. Nyugati oldalán rohan le a Lapos-patak, ahol egy 25 méteres háromlépcsős vízesés is található.
Csúcsára a Békás-szoros legszebb sziklamászó útjai vezetnek. Először a brassói (szász) alpinisták jutottak fel rá 1934-ben, ma öt klasszikus mászóút vezet a csúcsra.

## Nevei

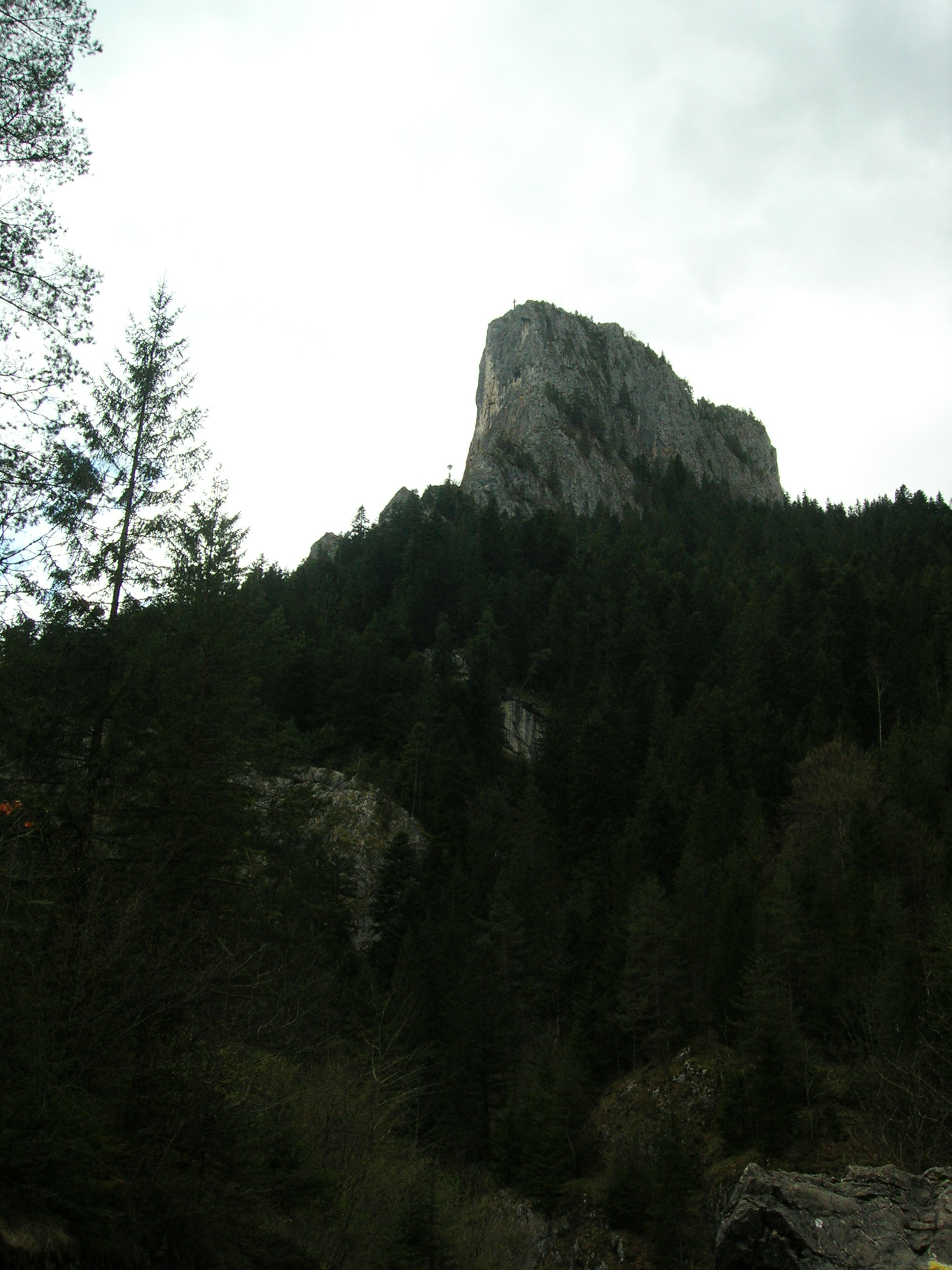
Az Oltár-kő a Békás-szoros legszembetűnőbb sziklatornya

Az Oltár-kő sok névváltoztatást ért már meg, nevezték már Nagy Mogulnak, Puskás-kősziklának, románul Turnul Bardosoluinak.
A szóbeszéd úgy tartja, hogy a 19. század vége felé a Mária-követ nevezték Oltár-kőnek, és fordítva.
A két szikla formáját megfigyelve logikusan nevezték így őket. A mai Mária-kő egy oltárra emlékeztet, az Oltár-kőben pedig akár a Szent Szüzet is megláthatjuk, a kis Jézussal.
Annyi viszont biztos, hogy az első világháború óta hívják a mai nevükön a két sziklaalakzatot – csakúgy a turistairodalomban, mint a köztudatban.

## Megmászása
Sokan megpróbálták már megmászni az Oltár-kőt beleértve olasz és angol hegymászókat is, végül mégis két erdélyi szász hegymászónak sikerült elsőként meghódítani a csúcsot.

### Első mászóútja
Az 1934. szeptember 8-án Csallner Erwin és Johann Waldemar Goldschmidt nekiindult megmászni az Oltár-követ. Goldschmidt – a páros idősebbik tagja, aki akkor elmúlt már 40 éves is – a csúcsra vezető utolsó kötélhosszat nem mászta meg, hanem megvárta társát.
Csallner azonban nem akarta elvenni Goldschmidt dicsőségét, így erről sokáig hallgatott. Goldschmidtet azonban nem hagyta nyugodni az önérzete, a rákövetkező évben július 8-án csapattársaival (Eberhard Heum, Alfred Prox és Raimund Samhammer) megmászta az Oltár-követ.
A lejövetelkor a kis csapat mászókötele épp, hogy leért a sziklapárkányra, így a leereszkedés után a kötelet nem tudták lehúzni. 
A néhány méterrel megrövidített kötél több évtizedig ott maradt. Egy helyi legenda is született ebből: „Oltár-kőre kötél nélkül csak Keresztes mer felmászni”.

#### Kreisz Sándor
Kreisz Sándor a 22 éves, közel kétméteres termetű, újpesti dohánygyári tisztviselő 1941 nyarán Erdélyben turistáskodott. „Itt az ideje, hogy egy magyarnak is sikerüljön zászlót vinni a csúcsra" – gondolta, látva ott a román lobogót, és vizsgálgatni kezdte a négy sziklafalat.
Gyergyószentmiklóson vásárolt negyven méternyi erős kötelet, és egy kováccsal vaskampókat veretett. Szállásadója nekiajándékozott egy lobogót, hogy azt vigye a hegytetőre. 1941. június 15-én, hajnali öt órakor indult hódító útjára és fél tizenegyre fel is jutott a csúcsra.

#### Keresztes Zoltán
Keresztes Zoltán sziklamászó karrierje néhány héttel Goldschmidték fennjárta után kezdődött.
Keresztes szerint „a zászló (amit Kreisz a csúcsra tűzött) vagy kicsi volt, vagy pedig a csúcson lévő fenyőkön olyan helyre lett kikötve, hogy az alulról nem látszott."” Elhatározta hát, hogy megmássza az Oltár-kőt és lecseréli az ottani magyar zászlót egy nagyobbra, és jobban láthatóra.
Ingujjban, mezítláb, a magyar lobogót derekára csavarva indult neki a meredeknek. Zászlaját a csúcs legszélén álló, nyolcméteres fenyőfa tetejére tűzte ki, Kreisz zászlajának foszlányait pedig lehozta bizonyítékként. 1943. június 6-án újra megmászta a sziklát, ekkor már hírnévből. 

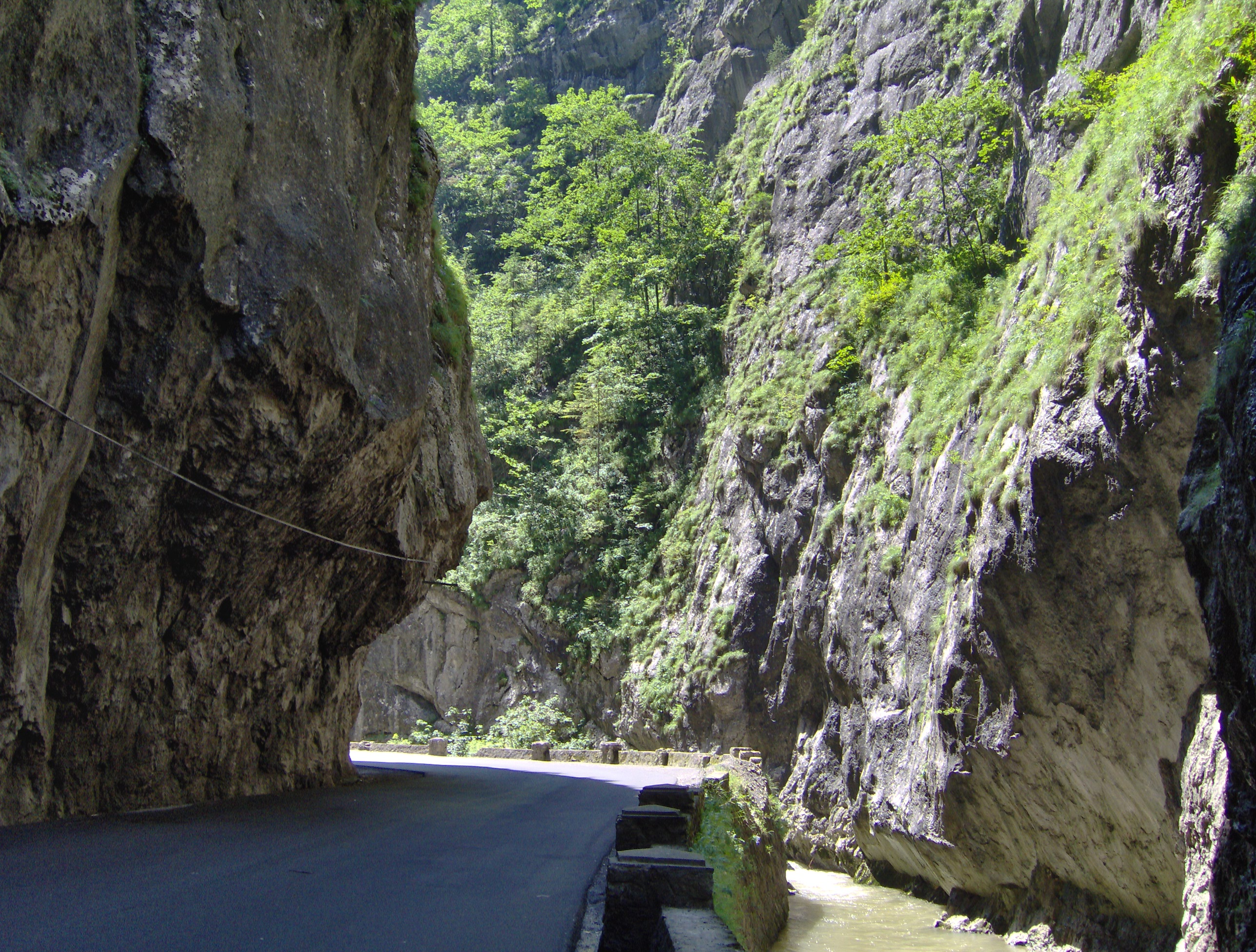
A Békás-szoros és a Békás-patak

Másodszorra a gyergyószentmiklósi Erdőbirtokossági Társulat által adományozott, három méter hosszú, koronás címeres lobogóval, a szárhegyi Erdőbirtokossági Társulattól kapott babérkoszorúval és a tárogatójával indult útnak. A korábbi zászlót erre az újra és nagyobbra cserélte, majd elővette tárogatóját, és elfújta a Nagy Bercsényi Miklós című kurucdalt.
Az 1943 júliusi Magyar Világhíradó így számol be az eseményekről:
Szentmise után indult útnak Keresztes Zoltán gyergyóújfalusi legény merész vállalkozással, az Oltárkő megmászására. Az 1630 méter magas meredek sziklacsúcsra az ügyes hegymászó zsákban vitte magával a nemzetiszínű lobogót, hogy a magas oromra kitűzhesse. A székely fiú sikeres útjáról visszatérve oklevelet és jutalmat kapott.

### Második mászóútja
Az Oltár-kő – és egyben az egész Békás-szoros – második mászó útja az 1942-ben megnyitott Honvédek útja. A második világháború évei alatt a Gyilkos-tónál altisztképző tanfolyam működött, ahol sziklamászás- és a síoktatás is folyt, melyet a német hadsereg osztrák származású kiképzői tartottak. A második utat ezek közül mászta meg egy kisebb csapat.

### Harmadik mászóút és a tragikus baleset
Az Oltár-kőre vezető harmadik mászó út megnyitását egy tragikus baleset hiúsította meg. Petriu Puiu és Petrov Iosefina 1948-ban kísérelte meg megmászni a sziklatorony egyik látványos repedését. A balesetet egy kiszakadó hatalmas szikladarab okozta, ez zuhanása közben elvágta a biztosítókötelet. Petriu Puiu a Lapos-patakba zuhant, és azonnal meghalt. Petrov Iosefina a sziklafalon töltött egy teljes napot, majd saját erejéből ereszkedett vissza.
1953-ban Fomino Emil – Marcian Bleahu társaságában – fejezte be az azóta Petriu-repedés néven ismert mászóutat.

## Szimbólumok az Oltár-kövön

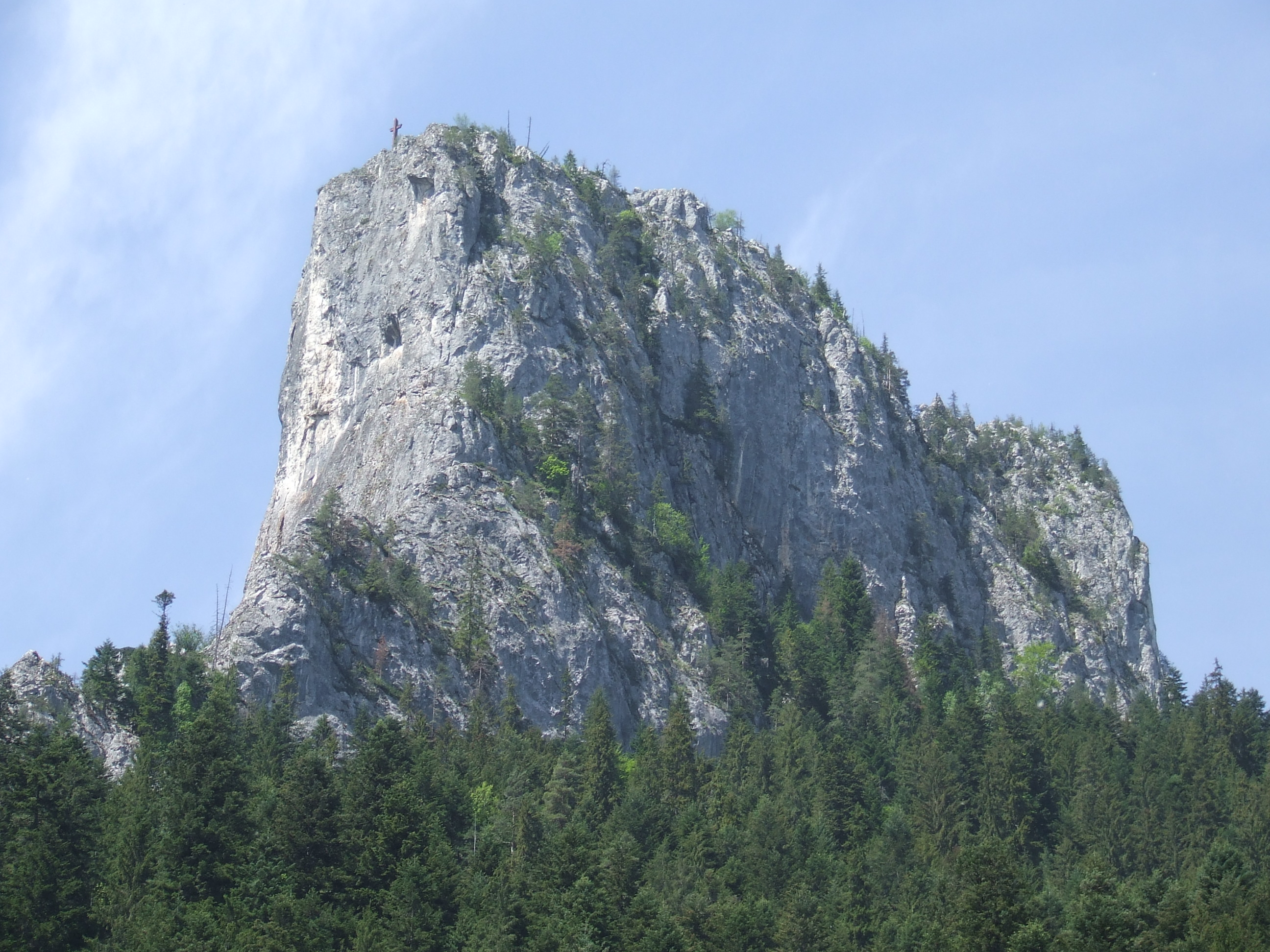
Oltár-kő

Az Oltár-kőre első megmászás óta szokás szimbólumokat felvinni. Csallner és Keresztes még csak zászlókat tűztek ki, később nagyobb építményeket szereltek fel a sziklára.
Románia 1944. augusztus 23-i átállásának („felszabadukásának”) 10. évfordulójára 1954-ben a marosvásárhelyiek egy hétméteres vörös csillagot állítottak a zászlók helyére.
Ugyanez a marosvásárhelyi csapat állította fel 1974-ben a csillag mellé a hasonló méretű római 30-as számot, amelyet 1979-ben a Hargita megyei pártbizottság parancsára a csíkszeredai hegyi mentők kiegészítettek 35-re (avagy római számmal XXXV-re).
A gyergyószentmiklósiak ötlete alapján a 40. évfordulóra az IUPS alkalmazottai hatalmas napkoronggal és negyvenes számjeggyel ékesítették a szikla tetejét.
1989 decemberében ezt az építményt néhány lelkes sziklamászó ledöntötte.
Néhány évig csupasz volt az Oltár-kő csúcsa, mígnem a gyergyószentmiklósi hegyimentők 1995-ben felállították a 7 méter magas és 2,5 méter széles keresztet, mely a mai napig ott áll.